# Werner Voß

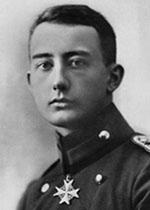
Werner Voß

Werner Voß (* 13. April 1897 in Krefeld; † 23. September 1917 nördlich von Frezenberg, Westflandern) war Offizier der Fliegertruppe und mit 48 Abschüssen der vierterfolgreichste deutsche Jagdflieger im Ersten Weltkrieg.

## Leben

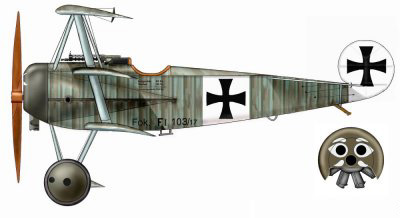
Voß’ Fokker-Dreidecker

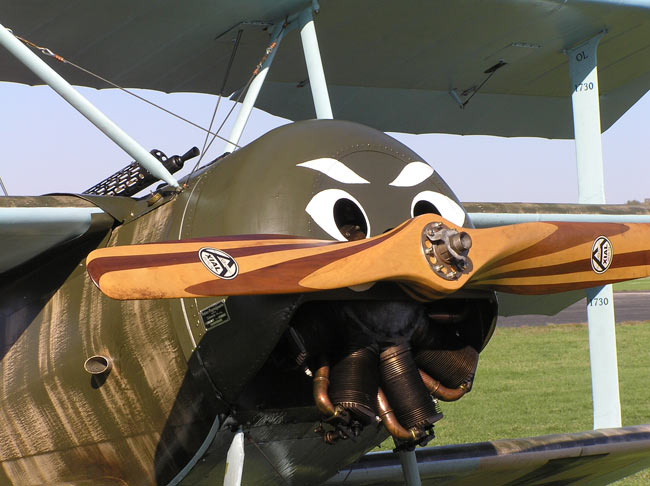
Voß’ Fokker-Dreidecker (Nachbau)

Voß wurde als Sohn eines Färbereibesitzers im Haus seiner Eltern in der Blumentalstraße 75 geboren. Er besuchte mit seinen beiden Brüdern das Realgymnasium in Krefeld. Bei Kriegsbeginn meldete sich Voß mit nur 17 Jahren freiwillig zum Militärdienst und trat in das 2. Westfälische Husaren-Regiment Nr. 11 (Krefeld) – bei den so genannten „Tanz-Husaren“ – ein, welche zu Kriegsbeginn in Lothringen eingesetzt waren. Wegen des offensichtlichen Bedeutungsverlusts der Kavallerie an der Westfront wechselte er im August 1915 zur Fliegertruppe und wurde zum Unteroffizier befördert.
Voß absolvierte die Flugzeugführerausbildung, dabei erkannte man schnell seine fliegerische Begabung. Im Februar 1916 wurde er nach Abschluss der Ausbildung zur Fliegerersatzabteilung 7 versetzt und dort als Fluglehrer verwendet. Im März 1916 erfolgte dann seine Beförderung zum Vizefeldwebel und die Versetzung zum Kampfgeschwader 4. Im September 1916 wurde er zum Leutnant der Reserve befördert und im November zur Jagdstaffel (Jasta) 2 versetzt. Hier flog er unter anderem mit Manfred von Richthofen.
Am 8. April 1917 wurde ihm nach 24 Luftsiegen der Orden Pour le mérite durch Wilhelm II. verliehen. Vorher war er bereits mit beiden Klassen des Eisernen Kreuzes sowie dem Ritterkreuz des Königlichen Hausordens von Hohenzollern mit Schwertern ausgezeichnet worden.
Voß flog hauptsächlich einen Doppeldecker vom Typ Albatros D.III, den er mit einem Hakenkreuz, das von einem Lorbeerkranz umgeben war, und einem roten Herzmotiv bemalte. Später flog er eine Fokker Dr.I mit einem Gesichtsmotiv.
Während seines Einsatzes bei der Jagdstaffel 2 – der Jasta Boelcke – erzielte er 28 Luftsiege. Im Mai 1917 wurde Voß zur Jasta 5 versetzt und erzielte bis Ende Juni seinen 34. Luftsieg. Im Juli erhielt er das Kommando über die Jasta 29 und wurde danach zur Jasta 14 versetzt, wo er im Alter von 20 Jahren als stellvertretender Staffel-Führer fungierte. Ende Juli 1917 wurde er nach der Versetzung zur Jasta 10 ein Staffel-Führer im Jagdgeschwader 1, als Nachfolger von Ernst von Althaus.
Voß erzielte insgesamt 48 Abschüsse, 22 davon allein in den letzten drei Wochen seines Lebens, als er einen Prototyp (Fokker F.I 103/17) der Fokker Dr. I flog. Am 22. September 1917 befand sich Voß auf einem 24-Stunden-Kurzurlaub, um mit Anthony Fokker im Hotel Bristol in Berlin seine Erfolge mit dem Dreidecker zu feiern.

## Tod im Luftkampf
Im festen Vertrauen auf sein Können eröffnete Voß tags darauf den Luftkampf gegen sieben S.E.5a der britischen 56. Staffel (No. 56 Squadron) unter Führung von Major James McCudden VC. Nach zehnminütigem Kampf, in welchem Voß zwei S.E.5a abschoss und die anderen beschädigte, wurde er eingekreist und von Lieutenant Arthur Rhys-Davids abgeschossen. Zwar eilte ihm Carl Menckhoff mit einer Albatros D.III zu Hilfe, doch auch dieser wurde von Rhys-Davids abgeschossen, überlebte aber den Absturz.
McCudden äußerte sich zu diesem Luftkampf wie folgt: „Ich beobachtete, daß die Bewegungen des Dreideckers plötzlich sehr regellos wurden, und dann sah ich ihn in ziemlich steilem Winkel abwärts sausen. Ich beobachtete den Absturz, der erst am Erdboden endete. Dort zerstob die Maschine in tausend Stücke, sie schien sich buchstäblich in Pulverstaub aufzulösen. [...] Solange ich lebe, werde ich mit Bewunderung an jenen deutschen Flieger zurückdenken, der zehn Minuten lang als einzelner gegen sieben von uns gekämpft hatte und dabei jeder unserer Maschinen Treffer beigebracht hat. Seine Flugfertigkeit war wundervoll und sein Mut erstaunlich. Nach meiner festen Überzeugung ist er der tapferste deutsche Flieger, den ich je den Vorzug hatte, kämpfen zu sehen.“
Voß wurde notdürftig an der Absturzstelle (britische Seite der Kampflinie) bestattet. In den darauffolgenden Tagen entbrannte ein Kampf in der Gegend, sodass die Absturzstelle von Granaten zerpflügt wurde. Voß’ Leichnam konnte später nicht mehr geborgen werden. An ihn erinnert ein Eintrag am Kameradengrab auf dem Deutschen Soldatenfriedhof Langemarck.
Neben Manfred von Richthofen, Oswald Boelcke, Max Immelmann, Ernst Udet, Emil Schäfer und Josef Jacobs zählt Werner Voß zu den bekanntesten deutschen Fliegerassen des Ersten Weltkrieges.

## Sonstiges
- Werner Voß legte großen Wert auf ordentliche und korrekte Kleidung. Er scherzte gerne, dass er, falls er in Gefangenschaft geriet, dass er dann gegenüber den Damen in Paris einen guten Auftritt haben möchte.[1]

- Durch die Zusammenarbeit mit seinen Monteuren Karl Timms und Christian Rueser konnte sich Voss technisches Verständnis aneignen und so auch technische Änderungen an seinen Flugzeugen selbstständig durchführen.[2]

- An seinem Geburtshaus in Krefeld erinnerte eine Gedenktafel an Werner Voß. Das Haus wurde jedoch bei einem verheerenden Luftangriff der Alliierten im Zweiten Weltkrieg 1943 zerstört. Das Grundstück wurde Teil eines Firmengeländes. Der Inhaber der Firma ließ in den 1980er Jahren wieder eine Gedenktafel anbringen. Nachdem das Gelände erneut eingeebnet wurde, erinnert heute nur mehr die Werner-Voß-Straße in Krefeld an das Fliegerass. Die Werner-Voß-Straße und die Emil-Schäfer-Straße befinden sich unmittelbar in der Nähe des einstigen Flugplatzes. In Berlin-Tempelhof gibt es im „Fliegerviertel“ – in der Nähe des Tempelhofer Felds – einen Werner-Voß-Damm.

- Auch in Stuttgart-Sillenbuch gibt es in Erinnerung an den Jagdflieger einen Werner-Voß-Weg. In direkter Nachbarschaft liegen der Heinrich-Gontermann-Weg und der Paul-Bäumer-Weg.